# 美坂理恵
美坂 理恵（みさか りえ、1983年4月6日 - ）は、MBC南日本放送のアナウンサー。

## 人物
- 鹿児島県垂水市出身。鹿児島実業高等学校、明治学院大学を卒業後2005年にMBCへ入社。同期には元同局報道部員の執行真希[1]がいる。
- 比較的ラジオ番組の担当が多く、入社3年目だった2007年から「城山スズメ」へレギュラー出演していた。2013年にはアノンシスト賞（テレビ読みナレーション部門）を受賞した[2]。
- ニックネームは「りえポン」「みさかっち」「りんりん[3]」等。
- 高校時代はバレーボール部に所属していた。

## 担当番組
2022年3月末現在

### テレビ
- MBCニューズナウ
  - 月・火曜担当（2022? - ）。かつては木曜(2013.11-2013.3)→火曜（2014.4-?)を担当していた。
- MBCニュース

### ラジオ
- 私たちの作文
- MBC50ニュース

## 過去の担当番組

### テレビ
- 国保でホット情報（水曜朝10:28）
- 生deココ中継レポーター(2007.4のみ)
- 世界陸上大阪大会応援たすきキャラバン
- ズバッと!鹿児島（土曜）以前は月～水曜(2007.4.2-2008.3.26)、月～金曜(2008.3.31-2009.3.27)

### ラジオ
- むっちゃんのきょうも元気にChi・Ka・Raこぶ（月～金6:30、ラジオ/2006.4-2007.3、4代目アシスタント）
- 鹿屋市政だより（日曜/2006.4-2008.3）
- お嬢の教室（土曜日、ラジオ/2007.4-2008.3）
- 城山スズメ（月～金曜昼2:30、2007年度は木曜日、2009年度は金曜、2010年度は火曜)
- たけまる商店・営業中（3代目看板娘、2008.1-3）
- 美坂理恵のDelicious Time（土曜夜11:05）
- ズバッ@RADIO〜青だよ!たくちゃん!〜、初代アシスタント
- 賢治先生のふるさと歴史館（日曜18:00-18:30）
- モーニングスマイル（月-金曜 6:30-9:43）、2代目女性MC
- 平松剛法律事務所～あなたのお悩み解決します～（月曜 12:55-13:00）